# تپه ورزن
تپه ورزن مربوط به سدهٔ ۶–۸ ه.ق است و در شهرستان میاندوآب، بخش مرکزی، دهستان زرینه رود جنوبی، ۱ کیلومتری شرق روستای قطار واقع شده و این اثر در تاریخ ۷ خرداد ۱۳۸۷ با شمارهٔ ثبت ۲۲۸۹۳ به‌عنوان یکی از آثار ملی ایران به ثبت رسیده است.